# USS Charleston (1798)
El USS Charleston fue una galera que sirvió en la Armada de los Estados Unidos desde el año 1798 hasta 1802.
El USS Charleston fue construido en Charleston (Carolina del Sur), en 1798. Al mando del Capitán de Galera James Payne, fue utilizada en la defensa de la costa de Carolina del Sur durante la Cuasi-Guerra entre los Estados Unidos y Francia que tuvo lugar entre 1788 y 1800. Fue vendida en Charleston en una fecha cercana al 1 de febrero de 1802.